# Charles Lemarquier
Paul Charles Alfred Lemarquier né à Caen le 25 février 1870 et mort à Paris le 11 novembre 1951 est un sculpteur français.

## Biographie
Boursier de la ville de Caen et du conseil général, Charles Lemarquier est admis à l’École des beaux-arts de Paris où il est élève de Gabriel-Jules Thomas et de Paul Moreau-Vauthier. En 1893, il est récompensé par un deuxième grand prix de Rome.
À côté de la sculpture, il s’est intéressé aux émaux cristallins et a collaboré avec les céramistes Joseph et Pierre Mougin. 

## Œuvres dans les collections publiques
- Caen :
  - ancien palais de justice : 
    - Monument à Alexandre Carel, 1898, buste en marbre blanc ;
    - Monument à Louis Guillouard, 1928, buste en marbre, dans le grand péristyle[3],[4].

  - jardin des plantes : Monument à Charles Lemaître, 1932, buste en bronze, envoyé à la fonte sous le régime de Vichy dans le cadre de la mobilisation des métaux non ferreux[5],[6].
  - musée des Beaux-Arts :
    - L'Âge d'or, bas-relief en plâtre[7], œuvre détruite en 1944.
    - Monument à la gloire de Guillaume le Conquérant, maquette en plâtre patiné, œuvre détruite en 1944.

- Centre national des arts plastiques (déposée au Muséum National d'Histoire Naturelle) : Tête d'homme de Lifou, Nouvelle-Calédonie, Salon des artistes français de 1895, bronze, fonte à cire perdue[8],[9].

Œuvres de Charles Lemarquier
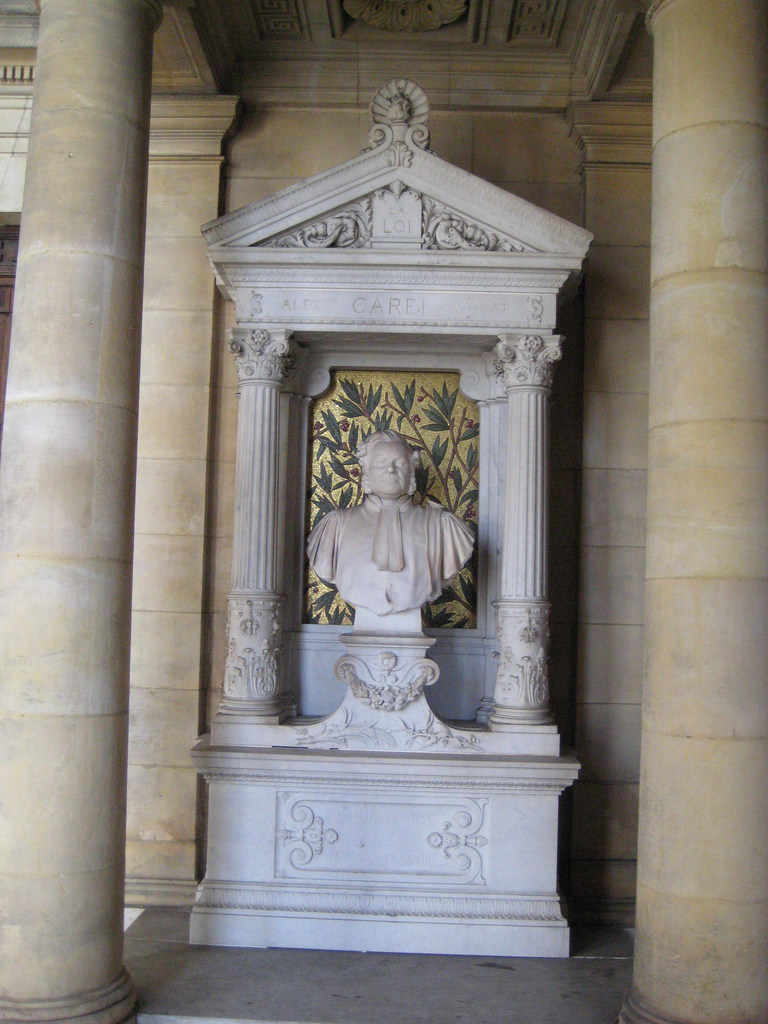
Monument à Alexandre Carel (1898), ancien palais de justice de Caen.
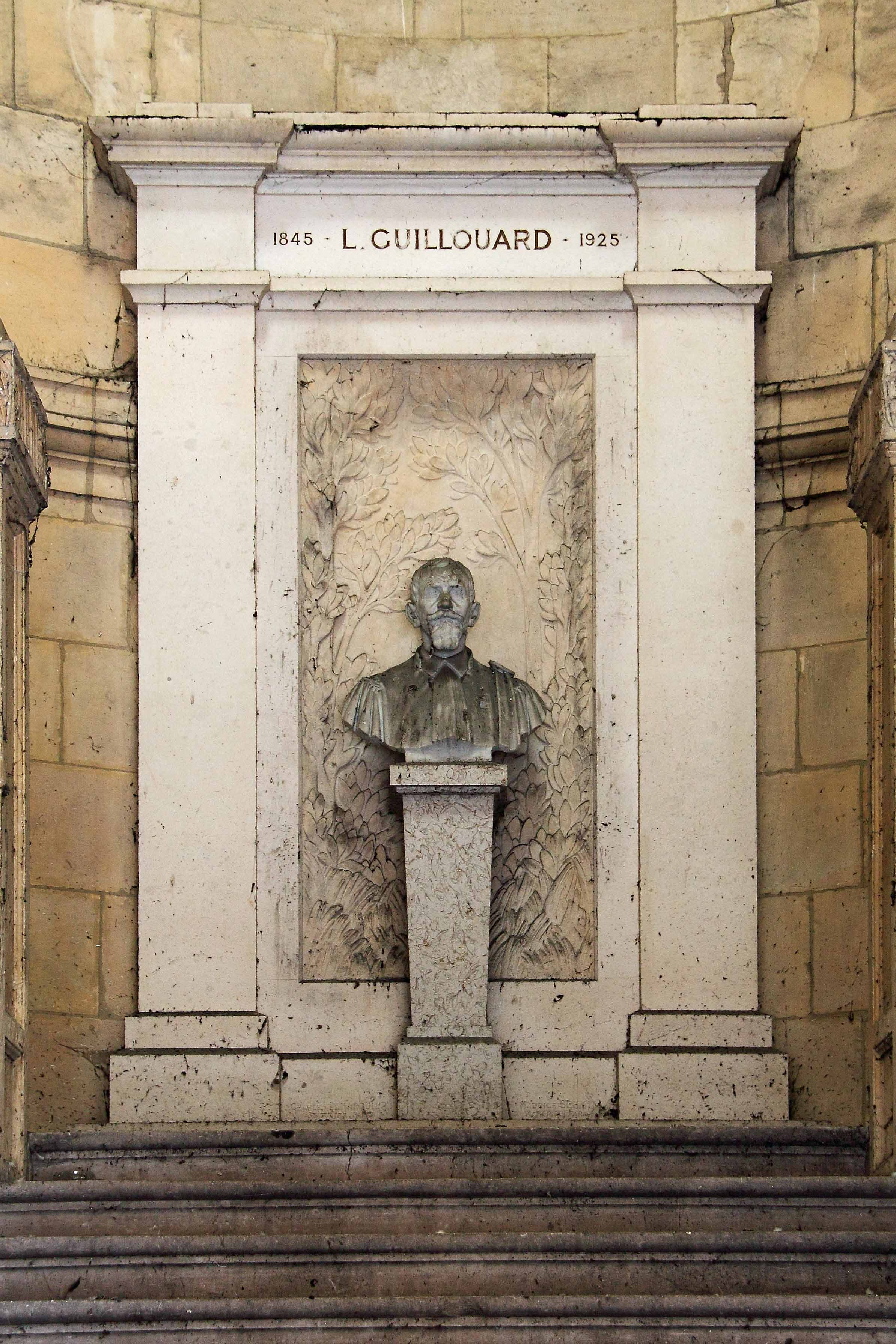
Monument à Louis Guillouard (1928), ancien palais de justice de Caen.